# 威爾·戈寧
威爾·薩德·阿巴斯·戈寧（1980年12月23日—），出生於開羅，是一名埃及互聯網行動主義者和計算機工程師，並且自2010年1月開始擔任Google中東及北非地區行銷經理。他積極參與埃及的反政府示威，因而被埃及警方秘密拘捕並監禁了十一天，他獲釋的受訪片段獲得極大迴響，使他蜚聲國際。
2011年底，美国《时代》杂志将他列为时代百大人物的“全球最有影响力的100人”之一。

## 簡歷
1980年12月23日，戈寧出生在埃及開羅一個中產家庭，並在阿聯酋長大。2004年，他以計算機工程學士於開羅大學畢業，其後在2007年於開羅美國大學修畢市場及財務工商管理碩士H。2002至2005年間，他擔任中東電郵服務供應商Gawab.com的市場營銷和銷售經理。2005至2008年，他創辦金融網站Mubasher.info並擔任總經理。2008至2010年間，他出任Google中東及北非地區的Google埃及的區域產品及市場部經理。2010年1月，他升任Google中東及北非地區行銷經理，並在杜拜網絡城的Google阿聯酋辦公室工作。2011年从Google辞职。

## 拘留
2011年1月27日，戈寧在2011年埃及反政府示威期間失蹤。這消息是由他的家人告知阿拉伯衛視台和其他國際媒體的。2月3日，Google亦發表聲明確認它們的僱員失蹤。不少部落客，例如克里斯·迪博納和哈比卜·哈達德都試圖找出他的所在地。2月5日，埃及主要反對派人物穆斯塔法·瓦爾納格爾稱他仍然生存，雖然他被拘捕，但將會在數小時內獲釋。2月6日，國際特赦組織要求埃及當局披露他的被囚地點，以及將他釋放。
2月7日，戈寧獲釋。其後，他在接受當地電視台訪問時，當他得知有示威造成多人死傷後不禁淚流滿臉，並隨即離開現場，直播因而被逼中斷。其後，他又前往聲援反政府示威者，獲英雄式歡迎。

## 私生活
戈寧的妻子是美國人，他們育有兩名子女。

## 外部連結
- （英文）Photos of Wael Ghonim and information concerning his disappearance
- 威爾·戈寧的X（前Twitter）